# Wandella waldockae
Wandella waldockae är en spindelart som beskrevs av Gray 1994. Wandella waldockae ingår i släktet Wandella och familjen Filistatidae.
Artens utbredningsområde är Western Australia. Inga underarter finns listade i Catalogue of Life.